# 拉各斯潟湖
拉哥斯潟湖（Lagos Lagoon）是位於非洲尼日利亞的潟湖，位於非洲第二大城市拉哥斯的东北端，潟湖長50公里、寬13公里，面積6,354.7平方公里，距離大西洋約2至5公里。